# Ki (kana)
A hiragana き, katakana キ, Hepburn-átírással: ki, magyaros átírással: ki japán kana. Mindkét írásjegy a 幾 kandzsiból származik. A godzsúonban (a kanák sorrendje, kb. „ábécérend”) a hetedik helyen áll. A き Unicode kódja U+304D, a キ kódja U+30AD. A dakutennel módosított alakok (hiragana ぎ, katakana ギ) átírása gi, kiejtése a szó elején [ɡi], szó közepén [ŋi] vagy [ɣi]. Handakutennel (゜) módosított alakja a köznyelvben nem létezik, nyelvészek a [ŋi] szótag leírására használhatják.
|            | Hepburn és magyaros | Hiragana (Unicode) | Katakana    |
| ---------- | ------------------- | ------------------ | ----------- |
| Alapalak   | ki                  | き (U+304D)        | キ (U+30AD) |
| Dakutennel | gi                  | ぎ (U+304E)        | ギ (U+30AE) |

## Vonássorrend
|  |  |
|  |  |